# Laguna de Salinas
Laguna de Salinas je solné jezero v regionu Arequipa na jihu Peru, ležící ve výšce 4300 m n. m. Leží v Národní rezervaci Salinas y Aguada Blanca přibližně šedesát kilometrů od města Arequipa. Jezero je tvořeno několika vrstvami soli, které v některých místech dosahují tloušťky několika centimetrů, jinde až několika metrů. Na jezeře je častý velmi silný vítr s extrémními teplotními výkyvy. V různých obdobích roku sem přilétá značné množství různých druhů ptáků. Patří mezi ně například tři druhy plameňáků – plameňák chilský, plameňák Jamesův a plameňák andský. Dále se zde usazují stěhovaví ptáci, jako například vodouš žlutonohý, vodouš velký a jespák tundrový.